# Douglas Emhoff
Douglas Craig Emhoff, Doug Emhoff (ur. 13 października 1964 w Nowym Jorku) – amerykański prawnik polsko-żydowskiego pochodzenia, w latach 2021–2025 drugi dżentelmen Stanów Zjednoczonych, małżonek 49. wiceprezydent Stanów Zjednoczonych Kamali Harris.

## Życiorys

### Młodość i edukacja
Urodził się na nowojorskim Brooklynie jako syn Żydów – Barbary i Michaela Emhoff. Jego dziadkowie byli polskimi imgrantami w Stanach Zjednoczonych. Pradziadkowie Emhoffa pochodzili z Gorlic w Małopolsce; on sam odwiedził to miejsce w czasie wizyty w Polsce. 
Ma młodszego brata Andy’ego i starszą siostrę Jamie. W latach 1969–1981 dorastał w New Jersey. Uczęszczał do Cedar Ridge High School. W wieku 17 lat przeniósł się wraz z rodziną do Kalifornii. Został absolwentem Agoura High School. Zdobył tytuł Bachelor of Arts na California State University w Northridge oraz stopień Juris Doctor na USC Gould School of Law.

### Kariera prawnicza
Rozpoczął karierę w kancelarii prawnej Pillsbury Winthrop Shaw Pittman. Pod koniec lat 90. XX wieku rozpoczął pracę w Belin Rawlings & Badal. W 2000 roku wraz z Benem Whitwellem otworzył własną kancelarię prawną, która sześć lat później została przejęta przez Venable LLP. Wśród jego klientów znalazły się takie firmy jak Merck & Co. i Walmart. Po ogłoszeniu kandydatury Kamali Harris na prezydenta Stanów Zjednoczonych, Douglas Emhoff wziął bezpłatny urlop.

### Drugi dżentelmen Stanów Zjednoczonych
11 sierpnia 2020 Joe Biden ogłosił Kamalę Harris swoją kandydatką na urząd wiceprezydenta Stanów Zjednoczonych w wyborach prezydenckich w Stanach Zjednoczonych w 2020 roku. 14 grudnia 2020 Kamala Harris została wybrana przez Kolegium Elektorów wiceprezydentką Stanów Zjednoczonych. Po objęciu urzędu przez żonę, Douglas Emhoff został pierwszą osobą pochodzenia żydowskiego i pierwszym mężczyzną, będącym małżonkiem wiceprezydenta USA.

## Życie prywatne
Od 1992 roku był mężem Kerstin Mackin, mają dwoje dzieci – Colego i Ellę, rozwiedli się w 2008 roku. Kamalę Harris Douglas Emhoff poślubił 22 sierpnia 2014 w Santa Barbara.